# 北海道第一師範学校
北海道第一師範学校 （ほっかいどうだいいちしはんがっこう） は、1943年（昭和18年）に北海道に設置された官立の師範学校である。
本項では北海道札幌師範学校・北海道女子師範学校などの前身諸校を含めて記述する。

## 概要
- 1875年（明治8年）に函館に創設された小学教科伝習所を起源とする。なお創立年は「北海道師範学校」の発足した1886年（明治19年）としている。
- 1943年（昭和18年）北海道札幌師範学校と北海道女子師範学校が統合の上、官立（国立）への移管により設置され、男子部・女子部が置かれた。
- 戦後の1949年（昭和24年）学制改革で新制北海道学芸大学 学芸学部 （現・北海道教育大学 教育学部） の母体の一つとなった。

## 沿革

### 前史
小学教科伝習所
- 1875年（明治8年）
  - 5月 - 開拓使函館支庁、文部省直轄東京師範学校創立の趣旨に基づき、函館と福山への小学教科伝習所の設置を請願し開拓使本庁に認可される。
  - 7月 - 函館小学教科伝習所心得を発布。
- 1876年（明治9年）
  - 1月 - 伝習所教員事務係職務心得を制定。
  - 2月 - 函館会所町の会所学校内で「小学教科伝習所」の授業が開始。（北海道での師範教育の始まり）
    - 教員4名、生徒定員30名。函館内の出身者を官費制と私費制に分け、入学資格の学齢を18歳以上30歳以下とする。
    - 札幌の本庁から派遣された10名を入所させる。また函館区中の手習い師範を伝習所に入所させ、小学校教科教授法の講習を受けさせる。
- 1877年（明治10年）
  - 3月 - 福山町の松城学校に小学教科伝習所を設置し、市街の習字師範に小学教科授業の講習を受けさせる。福山士族から伝習所速成生徒28名を募集。
  - 12月 - 函館支庁は「教員講習所」を函館小学教科伝習所・福山小学教科伝習所・江差町の柏樹小学校の3か所に設置（1878年（明治11年）1月開講）。
- 1878年（明治11年）
  - 6月 - 函館の小学教科伝習所を会所学校から分離。中里方精が監督に任命される。
  - 10月 - 会所学校を「小学教科伝習所附属小学校」に改称。
- 1879年（明治12年）
  - 4月 - 教科伝習所に巡回教員を設置し、各公立小学校を巡回し、授業方法や教員の勤惰を監督させる。（北海道視学機関の始まり）
  - 8月 - 教員講習に関し、文部省直轄東京師範学校および函館小学教科伝習所の卒業証書を有しない者にことごとく講習所で講習を受けさせる。
- 1880年（明治13年）11月 - 学則を制定し、函館小学教科伝習所を「函館師範学校」に改称。
  - 特に小学校教員の養成を目的とし、生徒は官費（国費）・町村費・私費の3種に分けられ、官費の生徒には卒業後3年間の奉事義務が課される。
  - 学費は本入学生には月5円、仮入学生には月4円を支給。修業年限は2年。

函館師範学校・札幌師範学校　並立期
- 1877年（明治10年）3月 - 公立第一小学校（創成小学校の前身）に「小学科授業法伝習生徒教場」が開設される[1]。
- 1882年（明治15年）
  - 2月 - 開拓使が廃止され、函館県・札幌県・根室県の3県が発足し、函館師範学校が「函館県函館師範学校」に改称。
    - 寄宿舎を新築。元・函館公立女子小学校跡に附属小学校を設置。谷地頭（やちがしら）にあった官有地（国有地）の荒野に実習農場を設置。

  - 3月 - 公立創成小学校に師範速成科（修業年限2年）が附設され「仮師範学校」と称する。
- 1883年（明治16年）5月 - 仮師範学校が創成学校から分離し、「札幌県札幌師範学校」（修業年限4年）に改称。
  - 創成小学校を附属小学校とする。校地は札幌農学校（現・札幌市時計台）の前にあった。
  - 師範学校の修業年限は4年。卒業証書の有効期限は卒業後7年間。全寮制。附属小学校で教育実習を開始する。
- 1886年（明治19年）1月 - 函館・札幌・根室の3県の廃止と北海道庁の発足により、「北海道庁函館師範学校」・「北海道庁札幌師範学校」に改称。

### 正史

#### 道立期（1886年 - 1943年）
男子師範学校
- 1886年（明治19年）
  - 9月17日 - 師範学校令の施行[2]により、上記の師範学校2校が廃止され、「北海道師範学校」（修業年限4年）が札幌区北2条西3丁目に創立される（創立年）。
    - 旧・札幌師範学校の敷地・校舎などすべての校有財を継承し、男子生徒のみを収容。一等教諭の茨城正収が初代校長に就任。
    - 旧・函館師範学校を分校とし、女子生徒のみを収容。分校の監督は函館支庁長が行う。
    - 職員のほとんどがいったん解雇され、間もなく再任用される。

  - 10月1日 - 旧師範学校2校の生徒66名の仮入学が決定。甲（4年）・乙（3年）・丙（2年）・丁（1年）の4学級に分け、授業を開始。
  - 12月1日 - 従来の学資支給が現物支給に変更となる。
- 1887年（明治20年）
  - 1月 - 仮入学者66名中、45名の本入学が許可される。
  - 4月28日 - 「北海道尋常師範学校」に改称。函館分校が廃止される。
  - 4月30日 - 簡易小学校教員を養成する目的で簡易科（修業年限2年）を設置。
  - 5月24日 - 本科の募集定員を70名とする。
- 1888年（明治21年）
  - 2月19日 - 第1回入学式を挙行し、5名が卒業。卒業後、附属小学校の訓導となる。
  - この年 - 体操場・手工場が完成。修学旅行（北海道内）を開始。
- 1891年（明治24年）12月9日 - 本校玄関からの出火により、附属小学校・寄宿舎を含めほとんどを焼失。
  - 南2条西5丁目の旧札幌区役所跡と町会所跡の建物を借り受け、本校と附属小学校として使用（同月16日に授業を開始）。
  - 北1条西3丁目の民家を借り受け、寄宿舎とする。
- 1892年（明治25年）12月7日 - 南3条西7丁目の旧・創成学校跡に移転。
- 1894年（明治27年）
  - 9月1日 - 南1条西15丁目に新校舎が完成し、移転を完了。（移転完了後の旧校舎（旧・創成学校）は札幌盲唖学校の校舎に改装される。）
  - 9月15日 - 小学校教員講習科（修業期間:6ヶ月）を開講。
- 1896年（明治29年）3月22日 - 小学校教員講習科を甲・乙・丙の3種に分ける。
- 1898年（明治31年）
  - 4月1日 - 「北海道師範学校」に改称（「尋常」が除かれる）。
  - 5月12日 - 学校医を設置。
  - 8月31日 - 附属小学校に単級学級を設置。本科4年生に卒業論文が課されるようになる。
- 1899年（明治32年）4月1日 - 予備科（修業年限:1年）を設置。
- 1900年（明治30年）
  - 3月10日  - 小学校女子教員講習科（修業年限:1年）を設置。
  - 8月 - 教員講習科に丁種を追加。
- 1901年（明治34年）4月1日 - 学校経費の捻出先が国庫から北海道地方費に変更となる。
- 1902年（明治35年）4月 - 北海道外への修学旅行を初めて実施（東京・江の島・日光）。
- 1905年（明治38年）- 予備科の募集を停止。
- 1907年（明治40年）
  - 4月 - 丙種講習科を廃止。その代わり北海道庁管内2ヶ所に尋常小学校准教員講習所が設置され、師範学校教員2名が専任となる（1926年（大正15年）4月まで）。
  - 9月 - 文部大臣牧野伸顕が視察のため来校。
  - 10月 - 附属小学校で盲唖児童（2名）の教育を開始。附属小学校での特殊教育の始まり（その後、休止され1923年（大正12年）に復活、1930年（昭和5年）まで存続。）
  - 11月 - 小学校令の改正により、義務教育期間が尋常科4年から尋常科6年に延長されたことを受け、尋常小学校本科教員学力補充講習科を実施。
    - 師範学校本校、函館中学校、小樽中学校、上川中学校の4ヶ所を会場とする。
- 1908年（明治41年）
  - 3月 - これまでの学科を改編し、本科第一部と本科第二部を設置。
    - 本科第一部（入学資格は2年制の高等小学校卒業生者か中学校2年修了者）
    - 本科第二部（入学資格は3年制の高等小学校卒業生者か中学校3年修了者）

  - 4月1日
    - 附属小学校に高等科3年を設置。実質、師範学校本科第二部入学を準備することを目的とした予備科としての役割を持つ。
    - 従来の附属小学校とは別に、藻岩村円山尋常小学校を代用附属小学校とする。
      - 本科第二部の拡張により、附属小学校の規模を拡大させる必要があった。
      - 都市部の附属小学校では経験できない農村児童の教育を実際に経験し、研究するために設置された。
- 1909年（明治42年）
  - 1月9日 - 校歌を制定。
  - 3月10日 - 紫白の校旗を制定。
- 1911年（明治44年）5月 - 皇太子が来校。
- 1912年（明治45年）4月 - 乙種講習科を廃止。
- 1914年（大正3年）4月1日 - 北海道函館師範学校の創立に伴い、「北海道札幌師範学校」に改称。
- 1919年（大正8年）1月 - 新築の寄宿舎が完成。
- 1920年（大正9年）11月 - 本科生徒は全寮制であったが、条件付きで通学制を認める。
- 1922年（大正11年）7月 - 皇太子が来校。
- 1923年（大正12年）9月 - 火災で寄宿舎の大半を焼失。生徒の収容が極めて困難になる。
- 1924年（大正13年）3月 - 修養綱領を制定。
- 1925年（大正14年）
  - 4月2日 - 学則を改定し、本科第一部の修業年限を5年、本科第二部の修業年限を1年とする。また本科卒業生を対象に専攻科（修業年限1年）を設置（翌年5月開設）。
  - 4月11日 - 将校が配置されるようになる。初代将校は陸軍歩兵大尉の高木千枝。
- 1926年（大正15年）
  - 4月 - 附属小学校の高等科3年を廃止。
  - 5月 - 専攻科を開設。
- 1929年（昭和4年）10月23日 - 新校舎が完成し、移転を完了。
- 1931年（昭和6年）4月 - 本科第二部の修業年限を2年とする。
- 1933年（昭和8年）4月1日 - 附属代用小学校を、円山尋常高等小学校から豊平町平岸尋常高等小学校に変更。
  - 円山小学校周辺地域の都市化が進み、大規模校となったため、本来の農村教育研究が困難になっていたため。
- 1941年（昭和16年）4月1日 - 国民学校令により、附属小学校を附属国民学校とする。
- 1943年（昭和18年）3月31日 - 平岸国民学校の附属小学校代用を解消。

女子師範学校
- 1940年（昭和15年）- 「北海道女子師範学校」が設置される。

#### 官立期（1943年 - 1951年）
- 1943年（昭和18年）4月 - 師範教育令が改正される。
  - 札幌師範学校と女子師範学校の2校が統合の上、官立（国立）移管により「北海道第一師範学校」（男子部・女子部）となる。本科3年・予科2年の専門学校となる。
- 1944年（昭和19年） 8月 - 学徒勤労令の公布により、学校報国隊が組織され、勤労動員が行われる。
- 1945年（昭和20年）
  - 4月 - 決戦教育措置要綱により1年間授業を停止し、本土防衛と生産増強に挺身。
  - 8月 - 敗戦で戦争が終結。
- 1947年（昭和22年）4月 - 学制改革（六・三制の実施）が行われる。
  - 附属国民学校初等科を改組し、附属小学校とする。（北海道第一師範学校男子部附属小学校）
  - 附属国民学校高等科を改組し、附属中学校（新制中学校）とする。（北海道第一師範学校男子部附属中学校）
- 1949年（昭和24年）
  - 5月31日  - 新制大学「北海道学芸大学」が発足し、学芸学部の母体として包括され「北海道学芸大学北海道第一師範学校」となる。
    - 師範学校の生徒募集を停止し、この時の入学生から北海道学芸大学 学芸学部所属となる。
    - 師範学校時代の入学生が卒業するまで師範学校は存続されることとなる。
    - 北海道学芸大学札幌分校が併設される。
- 1951年（昭和26年）3月31日 - 最後の卒業生を送り出し、北海道第一師範学校が廃止される。

## 歴代校長
前史・函館県函館師範学校
- 村岡素一郎（1882年（明治15年）
- 素木岫雲（1883年（明治16年）- 1885年（明治18年））

前史・札幌県札幌師範学校
- 三吉笑吾（1882年（明治15年）- 1884年（明治17年））
- 佐久間順美（1885年（明治18年））

北海道師範学校・北海道尋常師範学校・北海道師範学校（再）・北海道札幌師範学校
- 初代 - 茨城正収（1886年（明治19年）9月 - 1887年（明治20年）4月までの8ヶ月間）- （前）旧・北海道札幌師範一等教諭　（後）北海道師範学校教諭
- 第2代 - 斎藤一馬（1887年（明治20年）4月22日 - 1890年（明治23年）4月までの3年間）- （前）会津藩士、千葉県松尾警察署長及び佐倉警察署長、山形県師範学校訓導、鹿児島学校教員嘱託[3]　（後）農林学校教授
- 事務取扱 - 茨城正収（1890年（明治23年）4月の数日間）
- 第3代 - 山名次郎（1890年（明治23年）5月 - 1891年（明治24年）9月までの1年4ヶ月間）- 鹿児島県士族 （後）依願退職（1892年『社会教育論』を上梓）
- 事務取扱 - 茨城正収（1891年（明治24年）9月 - 1892年（明治25年）4月までの8ヶ月間）
- 第4代 - 清川寛（1892年（明治25年）4月1日 - 1894年（明治27年）7月までの2年3ヶ月間）- （前）岩手県尋常師範学校校長　（後）文部属
- 第5代 - 色川圀士（1894年（明治27年）7月11日 - 1895年（明治28年）10月8日までの1年3ヶ月間）- 東京府平民（後）依願退職
- 第6代 – 大窪実（1895年（明治28年）10月8日 - 1899年（明治32年）6月28日までの3年8ヶ月間）- （前）文部属　（後）北海道道庁視学官
- 第7代 - 岡本常次郎（1899年（明治32年）6月28日 - 1900年（明治33年）1月19日までの7ヶ月間）- （前）北海道札幌師範学校教諭　（後）休職
- 第8代 - 槙山栄次（1900年（明治33年）1月19日 - 1902年（明治35年）3月までの2年2ヶ月間）- （前）秋田県師範学校教授　（後）女子高等師範学校教授
- 第9代 - 安達常正（1902年（明治35年）3月14日 - 1906年（明治39年）5月22日までの4年2ヶ月間）- （前）鳥取県師範学校校長　（後）栃木県師範学校校長
- 第10代 - 星菊太（1906年（明治39年）5月22日 - 1912年（明治45年）4月16日までの5年11ヶ月間）- （前）東京音楽学校教授　（後）長野県師範学校校長
- 第11代 - 小山忠雄（1912年（明治45年）4月16日 - 1920年（大正9年）5月までの8年1ヶ月間）- （前）秋田県師範学校校長　（後）関東庁旅順中学校校長
- 第12代 - 江口照造（1920年（大正9年）5月10日[4] - 1923年（大正12年）1月までの2年8ヶ月間）- （前）新潟県新潟師範学校校長　（後）大阪府天王寺師範学校校長
- 第13代 - 柴垣則義（1923年（大正12年）1月 - 1930年（昭和5年）3月までの7年2ヶ月間）- （前）宮城県師範学校校長　（後）新潟県新潟師範学校校長
- 第14代 - 萱場今朝治（1930年（昭和5年）3月 - 1933年（昭和8年）3月までの3年間）- （前）鹿児島県師範学校校長　（後）宮城県師範学校校長
- 第15代 - 上山道造 （1933年（昭和8年）3月 - 1940年（昭和15年））- （前）長崎県視学官
- 第16代 - 府瀬川熊司（1940年（昭和15年）- 1943年（昭和18年）3月）- （後）山梨師範学校校長

北海道女子師範学校
- 初代 - 府瀬川熊司（1940年（昭和15年）- 1941年（昭和16年））- 北海道札幌師範学校と兼務。
- 第2代 - 西村虎之助（1942年（昭和17年）- 1943年（昭和18年））- （前）（後）北海道第一師範学校女子部長

官立・北海道第一師範学校
- 第17代 - 樋渡熊雄（1943年（昭和18年）4月1日[5] - ）- （前）北海道函館師範学校校長　（後）佐賀青年師範学校校長

## 修養綱領
1924年（大正13年）3月28日に当時の校長（第13代）、柴垣則義により制定された。
- 一. 理想を高尚にし、学徳の研鑚に努めるべし
- 二. 自治自律を旨とし、自己の責任を重んずべし
- 三. 自他の人格を尊重し、和衷協同の実を挙ぐべし
- 四. 心身を鍛錬し、剛健快活の気象を養うべし

## 校歌
第一校歌
作詞は鳥居忱（東京音楽学校教授）、選曲（スコットランド民謡旋律）は島崎赤太郎（東京音楽学校教授）による。歌詞は4番まである。
第二校歌
作詞は加勢蔵太郎、作曲は工藤富次郎による。歌詞は2番まであり、両番に校名の「北師」が登場する。

## 同窓会
- 1897年（明治30年）1月 - 「同窓教育会」が発足（卒業生と在校生によって組織）。
- 1903年（明治36年）1月 - 「北師同窓会」が発足（卒業生にみによって組織）。在校生の組織は「北海師友会」に改称。
- 1919年（大正8年）- 「社団法人北師同窓会」となる。
- 1934年（昭和19年）- 北海道女子師範学校同窓会と併合。

### 同窓会館　北師館
- 1916年（大正5年）- 同窓会館「北師館」を建設。
- 1936年（昭和11年）7月 - 南1条西18丁目にあった北師館の敷地を売却し、移転地として南22条西12丁目の土地522坪の購入を決定。
- 1960年（昭和35年）11月 - 新築完成（開館は1963年（昭和38年）8月）
- 1992年（平成4年）3月 - あいの里に新会館が完成。

## 著名な出身者
- 梶浦善次
- 金田心象
- 高橋揆一郎　※中退
- 手代木隆吉
- 牧口常三郎
- 満岡伸一
- 横路節雄